# Plac Dworcowy w Lublinie
Plac Dworcowy – plac w dzielnicy Za Cukrownią, położony między budynkiem lubelskiego dworca PKP a dworcem metropolitalnym. Węzeł komunikacyjny Lublina.

## Historia
Powstanie placu jest ściśle związane z budową Kolei Nadwiślańskiej i dworca PKP. Decyzję o przebiegu linii kolejowej na terenie Lublina i usytuowaniu dworca podjęto w marcu 1875. Budowę rozpoczęto 10 sierpnia 1875. Dworzec zaprojektował inż. Witold Lanci. Od frontu umieścił trawniki i kompozycję w kształcie sztucznych skał z tryskającym zdrojem. W 1876 od placu Dworcowego w kierunku placu Bychawskiego wytrasowano ul. Foksal (późniejsza 1 Maja).
W 1928 obniżono poziom placu o ok. 1,20 m, przez co pojawiła się konieczność zbudowania schodów prowadzących do dworca. W okresie PRL zmieniono nazwę placu na plac Wójtowicza. W tym okresie w pobliżu placu funkcjonowały: tymczasowy dworzec PKS i zajezdnia komunikacji miejskiej. W latach 90. plac powiększono przy okazji przebudowy dworca.
Kolejne przeobrażenie plac przeszedł w ramach budowy dworca metropolitalnego. W 2023 został usunięty stamtąd ruch kołowy i plac stał się deptakiem, połączonym z głównym wejściem do dworca PKP.

## Zabudowa
Od strony południowo-wschodniej plac zamyka eklektyczny budynek dworca. Przy placu stoją także budynki kompleksu dworcowego, wzniesione pod koniec XIX w., których architektura jest typowa dla budownictwa przemysłowego przełomu XIX i XX w. W latach 1927–1927 wybudowano budynek poczty dworcowej. Dworzec metropolitalny powstał na zachód od placu.